# Armand Asher Bloch
Pour les articles homonymes, voir Armand Bloch, Armand Bloch (rabbin) et Bloch.
Armand Asher Bloch dit Armand Bloch, né le 27 février 1865 à Strasbourg et mort le 19 mars 1952 à Saverne, est Grand-rabbin de Saverne.

## Biographie
Armand Bloch est né le 27 février 1865 à Strasbourg.